# Borghesiana
Borghesiana è la quattordicesima zona di Roma nell'Agro romano, indicata con Z. XIV.
Il toponimo indica anche una frazione di Roma Capitale e la zona urbanistica 8G del Municipio Roma VI.

## Geografia fisica

### Territorio
Si trova nell'area est del comune, a sud della via Prenestina.
La zona confina:
- a nord con la zona Z. X Lunghezza[1]
- a est con i comuni di Monte Compatri e Colonna
- a sud con i comuni di Monte Compatri, Monte Porzio Catone e Frascati
- a ovest con le zone Z. XVII Torre Gaia[2] e Z. XIII Torre Angela[3]

## Storia
La prima denominazione di questa borgata, fu ai tempi della Repubblica romana, "Tor Forame" (lat. Foramen), (I secolo a.C.), nome legato al prosciugamento del lago Regillo.
Agli inizi del Novecento fu chiamata Borghesiana in segno di gratitudine verso la famiglia Borghese, che donò le terre necessarie per la costruzione della stazione ferroviaria della linea Roma-Fiuggi (ex Ferrovie Vicinali).
Spesso, comitive scolastiche provenienti dai poveri quartieri popolari lungo la via Casilina, raggiungevano la Borghesiana per le attività del "sabato fascista", voluto dal regime nel 1935.
La storia di questa borgata risale agli anni 1950, nel periodo della bonifica, quando si crearono delle case rurali, che davano ospitalità e lavoro a decine di braccianti che scendevano dai monti Prenestini, per coltivare terreni adatti.
Questo piccolo centro colonico che si era formato, fu successivamente espropriato dal governo e donato al comune di Monte Porzio Catone che lo ripartì in lotti (da 5000 e 8000 m²) tra gli ex combattenti della prima guerra mondiale.
Coloro che beneficiarono di questa donazione dapprima ne furono entusiasti, poi per le difficoltà dovute sia alla distanza che alla poca fertilità del terreno, lo vendettero per pochi soldi, mentre altri lo trasformarono in vigneto.
La trasformazione del terreno creò dei primi nuclei agricoli e, in determinati periodi dell'anno, la necessità di manodopera portò i braccianti dei dintorni a spostarsi per venire a lavorare nelle aziende agricole in pianura.
Fu allora che alcune famiglie decisero di stabilirsi nella zona, insediandosi nella borgata di Borghesiana. Questo lavoro nella zona, portò intere famiglie di braccianti ad acquistare dei piccoli lotti di terreno dove costruire una piccola casa.
La borgata cresce in modo smisurato, senza alcun piano urbanistico di zona, rendendo successivamente difficile la realizzazione delle principali infrastrutture e servizi indispensabili, quali la rete idrica e fognature, strade asfaltate e illuminate, servizi sociali indispensabili alla vita comunitaria.
Negli anni sessanta il quadro dell'abusivismo registra un sensibile aumento e oltre a favorire gli operai nella costruzione della propria abitazione, favorisce anche un'azione speculativa. Nascono tante piccole società che acquistano intere aziende agricole realizzando su di loro alcune opere d'urbanizzazione favorendo così il rialzo del costo del terreno.

## Monumenti e luoghi d'interesse

### Architetture civili
- Casal Montani, su via di Casal Montani. Casale medioevale. 41.839531°N 12.711849°E

### Architetture religiose
- Chiesa di Santa Maria della Fiducia, su via Casilina.

Parrocchia eretta il 1º luglio 1954 con il decreto del cardinale vicario Clemente Micara "Pastorali munere".
- Cappella di Santa Maria della Speranza, su via Urzulei.

Luogo sussidiario di culto della parrocchia di Santa Maria della Fiducia.
- Cappella di Santa Maria dell'Oriente, su via Ollastra Simaxis.

Luogo sussidiario di culto della parrocchia di Santa Maria della Fiducia.
- Chiesa di San Giovanni Maria Vianney, su largo Monreale.
- Chiesa di Santa Maria Madre della Chiesa, su via del Casale di Santa Maria.

Chiesa consacrata nel 1983, appartiene alla diocesi di Frascati.

### Scuole
- I.I.S. Pertini-Falcone, Liceo Scientifico scienze applicate e Tecnico Economico
- I.C. Marco Polo, Scuola dell'Infanzia, Primaria e Secondaria primo grado

### Siti archeologici
- Cisterna romana a Casal Montani, su via di Casal Montani. Cisterna dell'età imperiale. 41.839524°N 12.711998°E
- Cisterna romana di via Borghesiana, su via Borghesiana. Cisterna dell'età imperiale. 41.885491°N 12.671882°E
- Catacombe di San Zotico, su via Nicolosi (X miglio della antica via Labicana). Catacombe del III secolo.
- Torre Jacova, su via di Torre Jacova. Torre medioevale. 41.850205°N 12.710477°E

### Street art
- Gli occhi dei bambini (2015), via Paternò 24. Opera murale dello street artist Neve[6][7][8].

## Geografia antropica

### Urbanistica
Nel territorio di Borghesiana si estende l'omonima zona urbanistica 8G e vi ricadono i piani particolareggiati di zona "O" 25 e zona "O" 27 Finocchio. Il territorio sorge a nord e a sud della via Casilina; nel lato nord il quartiere è attraversato dalla lunga via Borghesiana che arriva fino a via Prenestina; lungo il percorso di tale via si possono trovare i campi di calcio della Lodigiani dove si sono spesso allenate negli anni passati le diverse selezioni della Nazionale di Calcio. Il lato sud del quartiere è solcato da due lunghe vie: via di Vermicino che collega Roma con le propaggini più pianeggianti del comune di Frascati (è in mezzo a queste vigne che avvenne la tragica morte del bambino Alfredino precipitato in un pozzo nel 1981) fino ad arrivare alla sede della Banca d'Italia; via Lentini, che, iniziando da Largo Monreale ove sorge la chiesa di San Giovanni Maria Vianney, termina dopo aver tagliato in due questo lato del quartiere e costeggiato l'IIS Pertini-Falcone, istituto Tecnico e Liceo dello stesso quartiere da più di trent'anni, termina in mezzo ai vigneti al confine col quartiere di Villa verde.

### Suddivisioni storiche
Del territorio di Borghesiana fanno parte, oltre l'omonima frazione, quelle di Colle del Sole, Finocchio e Rocca Cencia, oltre all'area urbana di Fontana Candida.

## Sport

### Calcio
- Lodigiani (colori sociali Rosso Bianco Blu) che, nel campionato 2023-24, milita nel campionato maschile di Eccellenza Lazio.[11]
- Polisportiva Borghesiana (colori sociali Verde Rosso) che, nel campionato 2019-20, milita nel campionato maschile di Prima Categoria.[12]